# Liste der saudi-arabischen Botschafter in Polen
Der saudi-arabische Botschafter ist Hüters der beiden heiligen Moscheen in Polen, und residiert in der Ulica Stępińska 55 in Warschau.
Der saudische König gehört zur Dynastie der Saud und trägt seit 1986 den Titel Hüter der heiligen Stätten entsprechendes schlägt sich im offiziellen Titel des Botschafters nieder, arabisch سفارة المملكة العربية السعودية في جمهورية بولندا، هي بعثة دبلوماسية سعودية تقع في العاصمة البولندية وارسو ويترأس البعثة سفير خادم الحرمين (Die Botschaft des Königreichs Saudi-Arabien in der Republik Polen ist eine saudi-arabische diplomatische Vertretung in der polnischen Hauptstadt Warschau, deren Leitung der Botschafter des Hüters der heiligen Stätten hat.)

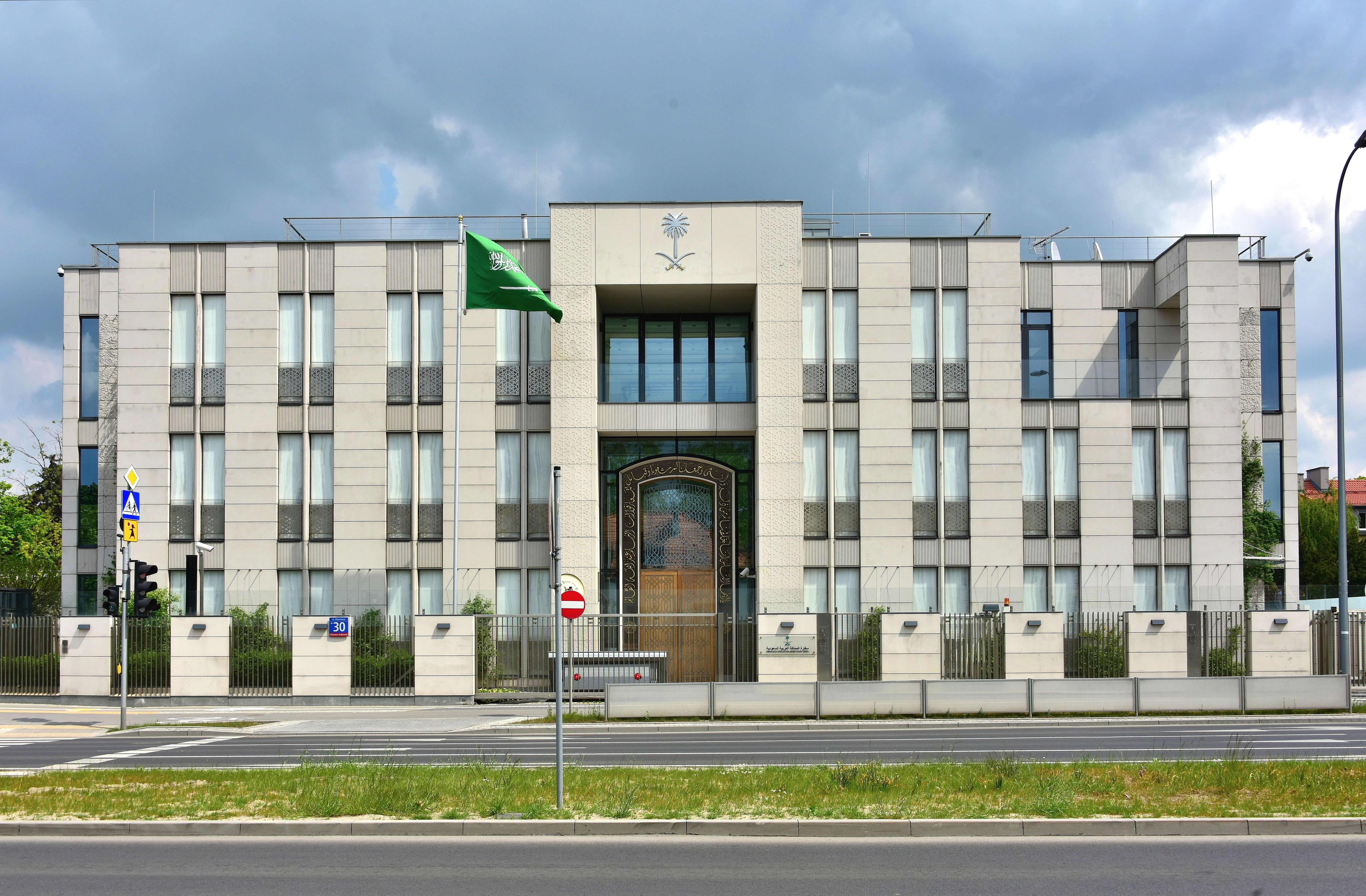
Ambasada Królestwa Arabii Saudyjskiej w Polsce, ul. Wiertnicza 30, Warschau

| Ernennung / Akkreditierung | Name                             | Bemerkungen | ernannt von              | akkreditiert während der Regierung von | Posten verlassen |
| -------------------------- | -------------------------------- | ----------- | ------------------------ | -------------------------------------- | ---------------- |
| 29. Okt. 2001              | Osamah Ahmed Al Sanosi Ahmad     |             | Fahd ibn Abd al-Aziz     | Leszek Miller                          | 2006             |
| 7. Dez. 2005               | Nasser bin Ahmed Al-Bireik       |             | Abdullah ibn Abd al-Aziz | Kazimierz Marcinkiewicz                | 2010             |
| 27. Dez. 2010              | Waleed Taher Radwan              |             | Abdullah ibn Abd al-Aziz | Donald Tusk                            |                  |
| 28. Juni 2017              | Mohammed Hussain Mohammed Madani |             | Salman ibn Abd al-Aziz   | Beata Szydło                           |                  |